# Daniel Lau

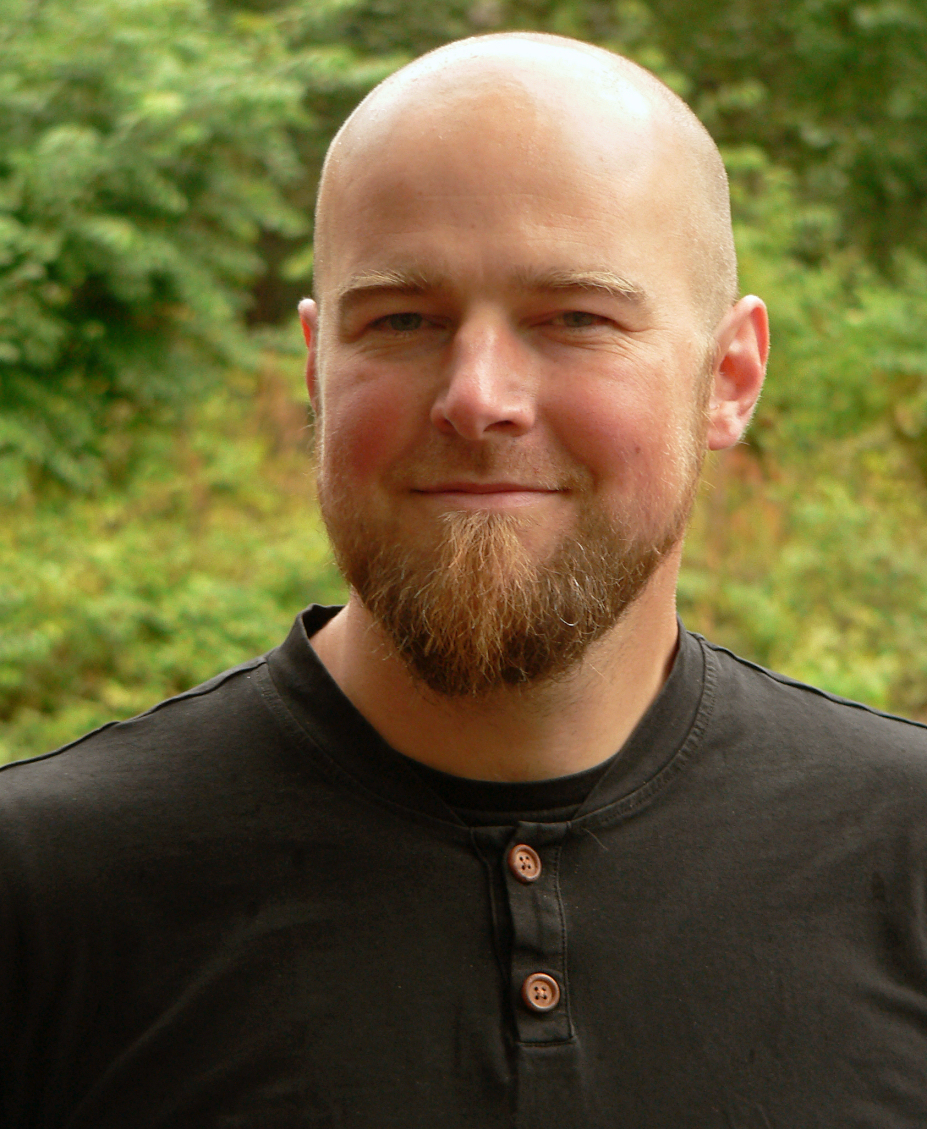
Daniel Lau, 2019

Daniel Lau (* 1978 in Greven) (zeitweise Daniel Hockmann) ist ein deutscher Prähistoriker und Vorderasiatischer Archäologe. Seit 2019 ist er als Kommunalarchäologe der Schaumburger Landschaft mit Sitz in Bückeburg tätig.

## Werdegang
Daniel Lau stammt aus dem westfälischen Münsterland. Nach seinem am Hannah-Arendt-Gymnasium in Lengerich (Westfalen) 1998 abgelegten Abitur studierte er ab 1999 im Hauptfach Vorderasiatische Archäologie und in den Nebenfächern Ethnologie sowie Ur- und Frühgeschichte an der Universität Münster, wo er 2004 den Magister im Bereich mesopotamischer Archäologie mit einer Arbeit zu den Ausgrabungen in Savi Höyük in der Südost-Türkei erwarb.  2010 promovierte er an der Universität Münster mit einer Neubearbeitung von Grab- und Gruftfunden von der zweiten Hälfte des 3. bis zur Mitte des 2. Jahrtausends. v. Chr. in Aššur auf Grundlage deutscher Ausgrabungen in den Jahren 1903 bis 1914.

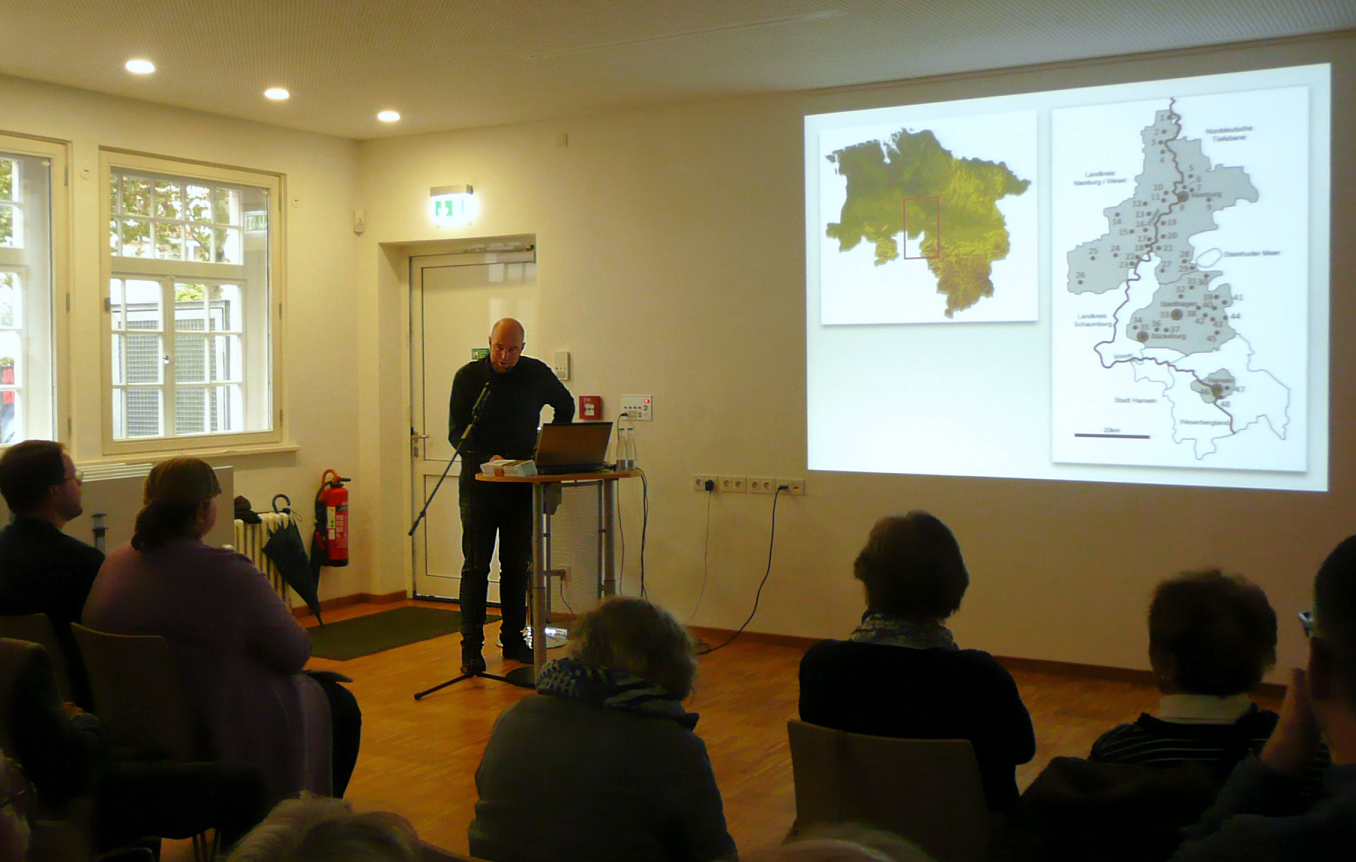
Daniel Lau im Museum Hameln bei der Ausstellungseröffnung 10 Jahre Kommunalarchäologie der Schaumburger Landschaft, 2019

Im Rahmen von Forschungsprojekten des Deutschen Archäologischen Instituts nahm Lau an Ausgrabungen in Jordanien, der Türkei und Aserbaidschan teil. Ab 2006 war er bei der Stadt- und Kreisarchäologie Osnabrück zunächst als Grabungsassistent und ab 2009 bis 2017 als wissenschaftlicher Grabungsleiter tätig. Ab 2013 nahm er, insbesondere für das Fach Vorderasiatische Archäologie, an den Universitäten Berlin,  Münster und Osnabrück eine Aufgabe als Dozent wahr und übt diese Tätigkeit bis heute (2019) an der Universität Hamburg aus. Mitte 2019 wurde er Kommunalarchäologe der Schaumburger Landschaft als Nachfolger von Jens Berthold, der zum LVR-Amt für Bodendenkmalpflege im Rheinland gewechselt hatte. Lau ist für die Bodendenkmalpflege in den Landkreisen Nienburg und Schaumburg sowie in den Städten Bückeburg, Hameln, Nienburg/Weser und Stadthagen zuständig. Sein Arbeitsgebiet erstreckt sich entlang der Weser auf über 100 km Länge und bis zu 30 km Breite. Er betreut auf etwa 2000 km² fast 6000 archäologische Fundstellen. Unterstützt wird er in dem Gebiet von fünf ehrenamtlich Beauftragten für Archäologie.
Zu seinen Forschungsschwerpunkten zählen Steinzeitforschung, antike Mensch-Tier-Verhältnisse, Sozialarchäologie sowie Schmuck- und Keramikstudien. Er war bis 2020 Vorsitzender des Vereins „Gesellschaft für Steinzeitforschung zwischen Ems und Weser e. V.“.

## Schriften und Beiträge (Auswahl)
- Gräber und Grüfte in Assur I. Von der zweiten Hälfte des 3. bis zur Mitte des 2. Jahrtausends v. Chr. In: Wissenschaftliche Veröffentlichungen der Deutschen Orient-Gesellschaft. 129, Wiesbaden, 2010 (Dissertation).
- Tiere der Bibel, LWL-Museum für Naturkunde, Münster, 2010.
- Vorbericht über die archäologischen Ausgrabungen an der Kirchenburg zu Ankum 2009. In: Nachrichten aus Niedersachsens Urgeschichte. 79, 2010, S. 121–133.
- Ein salierzeitlicher Rittersitz in Bissendorf, Gde. Bissendorf, Ldkr. Osnabrück. In: Nachrichten aus Niedersachsens Urgeschichte 83, 2014, S. 115–131 (journals.ub.uni-heidelberg.de PDF).
- mit Gisela Woltermann: Ein ungewöhnlicher salierzeitlicher Bernsteinfingerring aus Bissendorf (Lkr. Osnabrück) – Einblicke in die Fernhandelskontakte des Hochmittelalters. In: Archäologisches Korrespondenzblatt. 44/3, 2014, S. 429–442
- Das Tier im neolithischen Raum am Beispiel des Fundortes Göbekli Tepe. In: Jessica Ullrich (Hrsg.): Tiere und Raum. Tierstudien. 6, 2014, S. 17–27.
- mit Nicole Grunert, Jens Schubert, Julia Pygoch, Dennis Bradke: Die Sachkultur des Osnabrücker ländlichen Adels im 11. Jahrhundert, am Beispiel der Funde aus Bissendorf, Landkreis Osnabrück. In: Zeitschrift für Archäologie des Mittelalters. 43, 2015, S. 127–158.
- mit Andre Gamerschlag Das Recht der Tiere, wahrgenommen zu werden. Das Potential der Human-Animal Studies in der Westasiatischen Altertumskunde. In: Forum Kritische Archäologie. 4, 2015, S. 21–41.
- Die „Geierstele“ als luhmannsches Medum zur Legitimation des königlichen Herrschaftsanspruches. In: Materiality of Writing in Early Mesopotamia. 2016, S. 241–253.
- mit Jens Schubert: Das Frühmittelalter in Ankum und Umgebung. In: Heimat-Hefte für Dorf und Kirchspiel Ankum. 2017.
- Ausgrabungen an der Großen Rosenstraße in Osnabrück: Ein wiederentdecktes mittelalterliches Steinwerk. In: Osnabrücker Mitteilungen. 122, 2017, S. 71–87.
- Tiere im Krieg: Der mesopotamische Raum. In: Jessica Ullrich/Mieke Roscher (Hrsg.): Tiere im Krieg. Tierstudien. 12,  Berlin, 2017, S. 21–33.
- Praktiken der Animalisierung und Dehumanisierung in den urbanen Gesellschaften des alten Westasien. In: Zeitschrift für Kritische Tierstudien. 1, 2018, S. 37–59.
- Auf der Suche nach verschollenen Gräbern. Megalithgrabanlagen im Landkreis Osnabrück. In: Frank Nikulka, Daniela Hofmann, Robert Schumann (Hrsg.): Menschen – Dinge – Orte. Aktuelle Forschungen des Instituts für Vor- und Frühgeschichtliche Archäologie der Universität Hamburg. Hamburg, 2018, S. 33–40.[6]

### Herausgeberschaften
- Zeitschrift für Kritische Tierstudien.
- mit Dirk Wicke und Kai Kaniuth: Übergangszeiten – Altorientalische Studien für Reinhard Dittmann anlässlich seines 65. Geburtstags. Marru 1. Münster 2018.[6]